# 神前町 (名古屋市)
神前町（かみまえちょう）は、愛知県名古屋市瑞穂区の地名。現行行政地名は神前町1丁目及び神前町2丁目。住居表示未実施地域。

## 地理
名古屋市瑞穂区南部に位置する。東は瑞穂通、西は柳ヶ枝町・惣作町、南は鍵田町、北は津賀田町・甲山町に接する。

## 歴史

### 地名の由来
津賀田神社の正面にあたることに由来するという。

### 沿革
- 1945年（昭和20年）9月26日 - 瑞穂区瑞穂町字道徳・向畑・東屋敷・松山・鍵田・大畔の各一部より、同区神前町1～2丁目として成立[1]。

## 世帯数と人口
2019年（平成31年）3月1日現在の世帯数と人口は以下の通りである。
| 町丁   | 世帯数  | 人口  |
| ------ | ------- | ----- |
| 神前町 | 308世帯 | 600人 |

### 人口の変遷
国勢調査による人口の推移
| 1950年（昭和25年） | 793人   | [ 9 ]  |  |
| 1955年（昭和30年） | 1,016人 | [ 9 ]  |  |
| 1960年（昭和35年） | 1,071人 | [ 10 ] |  |
| 1965年（昭和40年） | 1,094人 | [ 10 ] |  |
| 1970年（昭和45年） | 1,041人 | [ 11 ] |  |
| 1975年（昭和50年） | 910人   | [ 11 ] |  |
| 1980年（昭和55年） | 802人   | [ 12 ] |  |
| 1985年（昭和60年） | 725人   | [ 12 ] |  |
| 1990年（平成2年）  | 670人   | [ 13 ] |  |
| 1995年（平成7年）  | 670人   | [ 14 ] |  |
| 2000年（平成12年） | 674人   | [ 15 ] |  |
| 2005年（平成17年） | 633人   | [ 16 ] |  |
| 2010年（平成22年） | 604人   | [ 17 ] |  |

## 学区
市立小・中学校に通う場合、学校等は以下の通りとなる。また、公立高等学校に通う場合の学区は以下の通りとなる。
| 番・番地等 | 小学校               | 中学校                 | 高等学校 |
| ---------- | -------------------- | ---------------------- | -------- |
| 全域       | 名古屋市立瑞穂小学校 | 名古屋市立津賀田中学校 | 尾張学区 |

## その他

### 日本郵便
- 郵便番号 : 467-0832[4]（集配局：瑞穂郵便局[20]）。